# Primula chumbiensis
Primula chumbiensis är en viveväxtart som beskrevs av William Wright Smith. Primula chumbiensis ingår i släktet vivor, och familjen viveväxter. Inga underarter finns listade i Catalogue of Life.